# Котино (Омская область)
Котино — деревня в Называевском районе Омской области. В составе Мангутского сельского поселения.

## История
В 1928 г. деревня Котина состояла из 86 хозяйств, основное население — русские. Центр Котинского сельсовета Называевского района Омского округа Сибирского края.

## Население
| 1926 | 2002 | 2010 |
| ---- | ---- | ---- |
| 480  | ↘188 | ↘100 |